# Палецкие
Палецкие (в более старых источниках — Палицкие) — угасший русский княжеский род, Рюриковичи, одна из ветвей князей Стародубских, которая пресеклась не позднее 1583 года.
Род внесён в Бархатную книгу.

## Происхождение и история рода
Изначально правители Палецкого княжества, центром которого было село Палех в центре современной Ивановской области. По расчётам Е. Пчелова, палецкие князья были младшими среди всех Рюриковичей. От первого поколения Палецких происходят князья Пёстрые, Тулуповы и Гундоровы.
Палецкий удел выделился в XV веке из княжества Стародубского. Его владельцы происходят от князя Давыда Андреевича, сына Андрея Фёдоровича Стародубского. Согласно одной из легенд, он носил прозвище Палица, чем обусловлено название рода, которое иногда писалось как Палицкие. Это, однако, входит в некоторое противоречие с грамматическими правилами (для сравнения: Голица — Голицыны). По другой версии, фамилия Палецких происходит от села Палех.
Последними в роду были дочери князя Дмитрия Фёдоровича по прозвищу Щереда, из которых одна была женой окольничего Василия Петровича Бороздина, а другая — князя Юрия Угличского. От неё сохранилось серебряное блюдо с надписью «Ульяна Удельная».

## Известные представители
| № | Имя, отчество                                    | № отца                                           | Примечания |
| Поколенная роспись по А. Б. Лобанову-Ростовскому | Поколенная роспись по А. Б. Лобанову-Ростовскому | Поколенная роспись по А. Б. Лобанову-Ростовскому | Поколенная роспись по А. Б. Лобанову-Ростовскому |
| --- | ------------------------------------------------ | ------------------------------------------------ | --- |
| 1 | Давыд Андреевич Палецкий                         |                                                  | Родоначальник, имел прозвание Палица (откуда происходит путаница с дворянским родом Палицыны). |
| 2 | Фёдор Давыдович Пёстрый                          | 1                                                | По другой родословной росписи у князя Фёдора Давыдовича был только один сын, князь Фёдор Фёдорович, а у него дети № 6-10, которые таким образом, были бы не сыновьями, а внуками князя № 2. Вероятно, последний князь, имевший удельные права, воевода Василия II Тёмного и Ивана III. Родоначальник княжеского рода Пестровы (Пёстрые). |
| 3 | Александр Давыдович                              | 1                                                | Бездетный. |
| 4 | Дмитрий Давыдович Тулуп                          | 1                                                | Родоначальник князей Тулуповы. |
| 5 | Иван Давыдович                                   | 1                                                | |
| 6 | Иван Фёдорович Большой-Гундор                    | 2                                                | Родоначальник князей Гундоровы. |
| 7 | Фёдор Фёдорович Пеструха                         | 2                                                | |
| 8 | Андрей Фёдорович Большой-Гундор                  | 2                                                | Родоначальник одной из ветвей князей Гундоровы. |
| 9 | Иван Фёдорович Образец                           | 2                                                | |
| 10 | Андрей Фёдорович Меньшой-Гундор                  | 2                                                | Родоначальник одной из ветвей князей Гундоровы. |
| 11 | Фёдор Иванович Большой                           | 2                                                | Воевода на службе Ивану III и Василию III |
| 12 | Василий Иванович                                 | 2                                                | Бездетный |
| 13 | Иван Иванович                                    | 2                                                | Воевода на службе Василия III |
| 14 | Фёдор Иванович Меньшой                           | 2                                                | Убит под Смоленском в бою с литовцами. |
| 15 | Михаил Иванович Курица                           | 9                                                | В 1536 году воевода в Костроме, где и убит в бою с казанскими татарами пришедшими на костромские мета, бездетный. |
| 16 | Андрей Иванович                                  | 9                                                | |
| | № Ивановна                                       | 9                                                | Жена конюшего и боярина Ивана Ивановича Челяднина, его тётка Агриппина (Аграфена) Телепнёва-Оболенская, была мамкой (воспитательница) царя Ивана Грозного. |
| 17 | Иван Фёдорович                                   | 11                                               | Окольничий (1524), умер бездетным в 1524 году. |
| 18 | Дмитрий Фёдорович Щереда                         | 11                                               | Боярин и воевода на службе Ивана III, Василия III и Ивана Грозного. |
| 19 | Иван Иванович Хруль                              | 13                                               | Приближённый царевича Василия (в будущем Василия III) казнён по приказу Ивана III |
| 20 | Борис Иванович                                   | 13                                               | Служил Андрею Старицкому, потом Ивану Грозному. |
| 21 | Фёдор Фёдорович                                  | 14                                               | В 1528 году четвёртый воевода в Калуге, взят в плен под Смоленском, отвезён в Литву, где и умер. |
| 22 | Андрей Фёдорович                                 | 14                                               | Взят в плен под Смоленском, отвезён в Литву, где и умер. |
| 23 | Василий Фёдорович Булатный и Большой             | 14                                               | Погиб под Смоленском, бездетный. |
| 24 | Никита Фёдорович                                 | 14                                               | Воевода на службе Василию III и Ивану Грозному |
| 25 | Василий Фёдорович Меньшой                        | 14                                               | В 1532 году второй воевода на Ужне и послан первым воеводой Передового полка из Чухломы в погоню за татарами, бездетный. |
| 26 | Давыд Фёдорович                                  | 14                                               | Воевода и окольничий. |
| 27 | Иван Фёдорович Варгач                            | 14                                               | В 1550 году второй воевода в Пронске, бездетный. |
| 28 | Семён Дмитриевич                                 | 18                                               | Погиб в Полоцком походе с князем Петром Шуйским (январь 1564), женат на княжне № Ивановне Судцкой. |
| 29 | Василий Дмитриевич                               | 18                                               | Воевода. |
| 30 | Фёдор Дмитриевич                                 | 18                                               | Погиб в Полоцком походе (январь 1564). |
| 31 | Андрей Дмитриевич                                | 18                                               | Воевода, убит литовцами при взятии Сокола (1578). |
| 32 | Борис Дмитриевич                                 | 18                                               | Воевода, последний представитель рода. |
| | Иулиания Дмитриевна                              | 18                                               | С 03 ноября 1548 года супруга князя Юрия Васильевича, младшего брата царя Ивана Грозного, постриглась в Новодевичьем монастыре (1564), по одной из версий утоплена в реке Шексна по царскому приказу (1569). Местночтимая вологодская святая.                                                                                            |
| | № Дмитриевна                                     | 18                                               | Жена окольничего Василия Петровича Бороздина (ум. 1560). В Российской родословной книге П. В. Долгорукова показана дочерью князя Фёдора Ивановича Палецкого-Большого № 11. |
| Род князей Палецких угас. |                                                  |                                                  | |
| | Афанасий (Палецкий)                              |                                                  | Архиепископ Полоцкий, епископ Суздальский и Тарусский. |
| Критика: При сравнительном анализе источников: Русской родословной книги А. Б. Лобанова-Ростовского и родословной книги М. Г. Спиридова имеются расхождения в поколенных росписях. |                                                  |                                                  | |
| 5 | Иван Давыдович                                   | 1                                                | По А. Б. Лобанову-Ростовскому показан бездетным. По М. Г. Спиридову показан отцом князей № 11-14. Те же данные приводятся в поколенной росписи князей Палецких поданной в 1682 году в Палату родословных дел. |
| 27 | Иван Фёдорович Варгач                            | 14                                               | У М. Г. Спиридова записан, как князь Пётр Фёдорович Варган. С данным прозванием, без упоминания имени, записан в поколенную роспись поданной в Палату родословных дел. |